# 2. slovenská fotbalová liga
2. slovenská fotbalová liga (oficiálním názvem MONACObet liga) je druhá nejvyšší slovenská fotbalová liga. Do roku 2011 se jmenovala 1. liga. Před rozdělením Československa měla 16 týmů a název Slovenská národná futbalová liga).

## Herní modely

### 2007 až 2013
Druhá liga se od ročníku 2007/08 hrála stejným modelem jako 1. slovenská fotbalová liga, jen s tím rozdílem že na konci ročníku vypadly dva kluby. Celkově se tak odehrálo 33 kol, v podzimní části 18 kol a v jarní 15.
Z 2. ligy sestoupily vždy dva kluby, jejichž místo zaujali vítězové z 3. ligy (skupiny Západ a Východ).

### 2013 až 2017
V roce 2014 se liga reorganizovala, vznikly 2 skupiny (Západ a Východ) s 12 týmy v každé z nich. Důvodem byla snaha o snížení nákladů jednotlivých mužstev (např. na cestování). Oficiální název zněl DOXXbet liga (sponzorský název podle sázkové kanceláře DOXXbet).
V základní části týmy v každé skupině odehrály mezi sebou 22 zápasů systémem každý s každým. 6 nejlepších mužstev z obou skupin postoupilo do celorepublikové nadstavbové (mistrovské) části, kde spolu odehrálo celkem 12 kol (6 doma a 6 venku). Do této nadstavby si účastníci přenesli body ze základní části. Vítěz nadstavbové části si vybojoval postup do 1. slovenské ligy. Mužstva na 7.-12. místě po skončení základní části odehrála ještě 10 kol (5 zápasů doma a 5 venku) se soupeři v dané skupině. Tým na posledním místě v každé skupině po odehrání těchto 10 kol z ligy sestoupil.

### od 2017
Od sezony 2017/18 se druhé slovenské ligy účastnilo opět 16 týmů, které se během jednoho ročníku střetli každý s každým dvakrát (doma a venku).